# Ferenc Nagy
Ferenc Nagy (Bisse, 8 de octubre de 1903 - Herndon, Virginia, 12 de junio de 1979) fue un político húngaro perteneciente al Partido de Minifundistas Independientes que ocupó importantes puestos durante el periodo de la Segunda República Húngara.

## Biografía
Fue presidente de la Asamblea Nacional de Hungría desde el 29 de noviembre de 1945 hasta el 5 de febrero de 1946, y miembro del Alto Consejo Nacional desde el 7 de diciembre de 1945 hasta el 2 de febrero de 1946.
Posteriormente fue primer ministro de Hungría tras las primeras elecciones democráticas de Hungría celebradas en noviembre de 1945. Ocupó el cargo entre el 4 de febrero de 1946 (tras la constitución de la Segunda República Húngara) y el 31 de mayo de 1947. En el puesto de primer ministro resistió varios intentos del Partido Comunista de Hungría de hacerse con el completo control del gobierno. Rechazó los intentos de los comunistas de convertirle en una marioneta de la policía estatal soviética, pero finalmente cedió bajo coacción al ser secuestrado su hijo. A cambio de su hijo cedió el puesto y pagó 300.000 francos suizos. Posteriormente le fue ofrecido asilo político en los Estados Unidos.
Documentó su vida y su carrera política en The Struggle behind the Iron Curtain, publicada por Macmillan Publishers en 1948. Gracias a los derechos de autor de sus memorias pudo comprar una casa con un gran jardín en Herndon, Virginia, perteneciente al área metropolitana de Washington D. C., donde vivió hasta su muerte.

## Obras
- Ferenc, Nagy; Swift, Stephen K. (1948). The struggle behind the Iron Curtain. Nueva York: Macmillan Company. OCLC 186311583.
- Ferenc, Nagy (1963). The statesman in the free world and in communism. OCLC 24070950.
- Ferenc, Nagy (1990). Küzdelem a vasfüggöny mögött. Budapest: Európa: História. OCLC 24084729.